# Ambulante Suchthilfe
Ambulante Suchthilfe ist eine begleitende Tätigkeit mit Menschen, die abhängig von Alkohol, Medikamenten, illegalen Drogen oder Glücksspiel sind. Die ambulante Suchthilfe ist abgegrenzt von der stationären Suchthilfe.
In der ambulanten Suchthilfe sind Professionelle mehrerer Disziplinen tätig, darunter Medizin, Psychiatrie, Psychotherapie und Soziale Arbeit.

## Inhalt
Ambulante Suchthilfe umfasst insbesondere:
- niedrigschwellige Überlebenshilfe,
- Krisenintervention,
- Angebote der Drogenprävention,
- Therapievermittlung,
- ambulante Suchtberatung einschließlich der psychosozialen Begleitung einer Substitutionsbehandlung (vgl. akzeptierende Drogenarbeit)
- betriebliche Suchtkrankenhilfe,
- ambulante Rehabilitation (auch als Alternative zu einer stationären oder teilstationären[1] Rehabilitation nach einer Suchtbehandlung), Organisation der Nachsorge, ggf. Vermittlung in betreutes Wohnen.[2]

Die psychosoziale Begleitung erfolgt in der Regel durch Fachkräfte der Sozialen Arbeit in enger Kooperation mit den Ärzten der zuständigen Ambulanzen und im Einklang mit Richtlinien der Bundesärztekammern. Innerhalb der Sozialen Arbeit wird auf der Mikroebene das multiperspektivische Fallverstehen in der ambulanten Suchthilfe hervorgehoben.
In der ambulanten Suchthilfe wird auch von „Betreuung“ gesprochen, dies hat aber in diesem Kontext nichts mit einer rechtlichen Betreuung zu tun, sondern bezieht sich auf bestimmte Formen der ambulanten Rehabilitation, Begleitung etc.

## Deutschland
In der Suchthilfe ist die Kostenträgerschaft in den Bundesländern unterschiedlich geregelt und kann auch innerhalb eines Bundeslandes variieren. Die ambulante Suchthilfe wird vor allem finanziert durch freiwillige kommunale Leistungen, Eigenmittel freier Träger (einschließlich Spenden und Bußgelder), Eigenmittel der Bundesländer, projektbezogene Gelder des Europäischen Sozialfonds und in seltenen Fällen eine Selbstbeteiligung der Betroffenen.

## Schweiz
In der Schweiz unterliegt die ambulante und stationäre Suchthilfe dem Qualitätssicherungsinstrument QuaTheDA (Qualität Therapie Drogen Alkohol). Im ambulanten Bereich sind u. a. ambulante Suchtberatung/-prävention/-behandlung und aufsuchende/mobile Angebote vorgesehen.